# ハインリッヒ・マイボーム (医師)
ハインリッヒ・マイボーム（Heinrich Meibom, 1638年6月29日 - 1700年3月26日）はドイツの内科医、学者。リューベックで生まれ、ヘルムシュテットで死去した。

## 生涯
ハインリッヒ・マイボームは内科医であったヨハン・ハインリッヒ・マイボーム（1590年 -  1655年）の息子だった。彼はヘルムシュテット大学、フローニンゲン大学、ライデンで医学を学び、その後、研究のためにイタリア、フランス、イングランドに旅行した。1633年にフランスのアンジェにて博士号を取得し、また1664年にはヘルムシュテット大学での医学の教授の職を引き受けた。1678年に彼は歴史と詩の教授にもなった。彼はこの地位を1700年に彼が死ぬまで保った。
彼の息子のブランダン・マイボーム（1678年 - 1740年）は病理学、症候学、植物学、医学の教授だった。

## 業績
マイボームは生涯に57の論文を書いた。彼はまぶたにある皮脂腺を発見したことで知られている。この皮脂腺は彼の名にちなんでマイボーム腺と名付けられた。
そのほかに彼は、彼と同じ名前の祖父と共に発表したラテン語の詩を書いた。「Parodiarum horatianarum libri III et sylvarum libri II」(1588) は「Rerum germanicarum scriptores」として1688年に発表された。